# 성안로 (청주시)
성안로(城-路)는 충청북도 청주시 상당구 석교동의 도로이다. 용두사지 철당간의 뒷길로서, 무심천 근처의 청주 지하상가 입구에서 청주 육거리시장까지이다. 조선 시대의 임진왜란 때 왜구에 의해 점령되었다가 조선군의 의병장 조헌이 탈환한 청주성이 지금의 성안로 위치에 있었으며, 성안로라는 이름도 여기서 유래한 것이다. 보통 성안길이라고 부른다.
성안로는 청주 시내에서 가장 번화한 곳으로, 압구정로데오거리와 비슷하게 성안길 로데오거리가 있다.

## 역사
명칭은 청주읍성(淸州邑城)의 안에 있는 큰 길이라는 의미에서 유래하였다. 과거에는 청주읍성 안의 남문과 북문을 가로지르는 중심축이었으며 개화기 이후 이 길을 따라 주요 관청과 은행, 상점들이 밀집하여 충북 광역행정과 금융의 중핵기능과 함께 도심 상업지구로 발전하였다. 일제강점기 때 붙여진 본정통(本町通)이라는 명칭이 일본식 지명이라는 자각과 함께 1990년대 시민사회단체를 중심으로 '바른지명찾기운동'이 전개되었으며, 본정통을 대신하여 성안길로 부르게 되었다.
성안길은 이 길의 중간쯤이자 청주읍성의 남문이 있던 국민은행 남문지점을 기점으로 북쪽구역과 남쪽구역이 서로 다른 특징을 이룬다. 북쪽구역은 상당구청, 청주우체국, KT청주지사 등 행정기관과 각종 시중은행의 청주지점 등 금융점포가 산재하여 있으며 롯데 영플라자, 롯데 시네마, CGV 청주, 주요 의류 브랜드들의 매장, 패스트푸드점, 커피숍 등이 밀집하여 도심 상업지구를 형성하고 있다. 과거 읍성의 남문 밖에 해당하는 남쪽구역은 일찍이 5일장이 발달하여 물산이 풍부하고 거래가 활발했던 지역으로, 석교동시장을 필두로 육거리시장이 자리한 청주의 전통 상권이자 대표적인 재래시장으로 명맥을 이어오고 있다.
2020년대 성안로는 원도심이 쇠퇴하면서 침체되었다.